# كارلوس ألبرتو دي أوليفيرا
كارلوس ألبرتو دي أوليفيرا (بالبرتغالية: Capone‏) (23 مايو 1972 في كامبيناس في البرازيل - )؛ هو لاعب كرة قدم سابق كان يلعب كمدافع.

## وصلات خارجية
- كارلوس ألبرتو دي أوليفيرا على موقع الاتحاد الأوربي (الإنجليزية)
- كارلوس ألبرتو دي أوليفيرا على موقع اتحاد تركيا (لاعب) (الإنجليزية)
- كارلوس ألبرتو دي أوليفيرا على موقع رابطة كرة القدم اليابانية للمحترفين (اليابانية)
- كارلوس ألبرتو دي أوليفيرا على موقع قاعدة بيانات كرة القدم.إي يو (الإنجليزية)
- كارلوس ألبرتو دي أوليفيرا على موقع Soccerway.com (الإنجليزية)
- كارلوس ألبرتو دي أوليفيرا على موقع عالم كرة القدم.نت (الإنجليزية)